# Charles Jaques
Charles N. Jaques (* im 19. Jahrhundert; † im 20. Jahrhundert) war ein englischer Snookerspieler.
Jaques nahm 1916 unter dem Pseudonym E. A. Jay an der ersten Ausgabe der English Amateur Championship teil. Mit vier Siegen in Folge zog er ins Endspiel ein, in dem er auf H. Sefton traf. Jaques gewann das Endspiel und wurde so englischer Meister. Im nächsten Jahr konnte er seinen Titel gegen den US-Amerikaner Harry Lukens verteidigen. 1918 nahm er offenbar nicht teil, 1919 versuchte er noch ein letztes Mal sein Glück, verlor aber in der Runde der letzten 32 gegen Harold Hardy. Sein weiteres Leben liegt im Dunkeln.

## Erfolge
| Ausgang         | Jahr | Turnier                      | Finalgegner  | Ergebnis         |
| --------------- | ---- | ---------------------------- | ------------ | ---------------- |
| Amateurturniere |      |                              |              |                  |
| Sieger          | 1916 | English Amateur Championship | H. Sefton    | 177:128 (Anm. 1) |
| Sieger          | 1917 | English Amateur Championship | Harry Lukens | 330:294 (Anm. 2) |